# Râul Tinosu Mare
Râul Tinosu Mare este un curs de apă, afluent al râului Bistrița Aurie.

## Hărți
- Harta județului Suceava
- Munții Suhard  Arhivat în 16 decembrie 2009, la Wayback Machine.